# Protokol (diplomati)
 For alternative betydninger, se Protokol. (Se også artikler, som begynder med Protokol)
Protokol betegner inden for diplomatiet
1. den enhed i et udenrigsministerium, som varetager forbindelsen til udenlandske diplomater i landet og bistår dem i praktiske spørgsmål, herunder i spørgsmål vedrørende Wienerkonventionen om diplomatiske forbindelser. Prokollen ledes af protokolchefen.
2. den særlige diplomatiske etikette, der først og fremmest tilsigter ligebehandling af alle landes repræsentanter, uanset landets størrelse og betydning, og gensidighed. Protokollen fastlægger f.eks. den indbyrdes rækkefølge mellem de udenlandske diplomater, der baserer sig dels på deres rang (ambassadør, chargé d'affaires, ministerråd, ambassaderåd, 1. ambassadesekretær, ambassadesekretær, attaché), dels på hvem der længst har opholdt sig i modtagerlandet. Rækkefølgen har betydning for, hvorledes diplomaterne placeres ved officielle begivenheder, middage o.l.